# GitHub Pages
GitHub Pagesは、GitHubがユーザーに提供している静的ウェブページのためのウェブホスティングサービスである。ユーザーのブログやプロジェクトのドキュメント、1冊の本全体を公開するためにも使用できる。
静的なウェブサイトやブログのジェネレータのJekyllソフトウェアと統合されている。ウェブサイトを書いたJekyllのソースページはGitHub上でGitリポジトリとして利用でき、リポジトリが更新されると、GitHub Pagesのサーバーはサイトを自動的に再生成する。
GitHub Pagesは2008年末に公開された。GitHubの他のサービス同様、ウェブ広告によるサポートではなく、サービスの無料階層と有料階層が存在する。このサービスで生成されたウェブサイトは、github.ioドメインのサブドメイン、またはサードパーティのドメイン名レジストラで購入した任意のカスタムドメインで公開できる。